# نگتوشکووو
نگتوشکووو (به لاتین: Nietuszkowo) یک روستا در لهستان است که در گمینا خوجژ واقع شده‌است. نگتوشکووو ۳۵۳ نفر جمعیت دارد.